# Damaskinos d'Athènes
Damaskinos ou Damascène d'Athènes (en grec : Αρχιεπίσκοπος Δαμασκηνός), né  Dimitrios Papandréou (en grec : Δημήτριος Παπανδρέου) le 3 mars 1891 à Dorvitsiá dans le nome d'Étolie-Acarnanie et mort le 30 mai 1949 à Athènes, est un prélat orthodoxe grec devenu archevêque-primat d’Athènes et de toute la Grèce entre 1941 et 1949. Il est également régent du royaume de Grèce de 1944 à 1946.

## Biographie

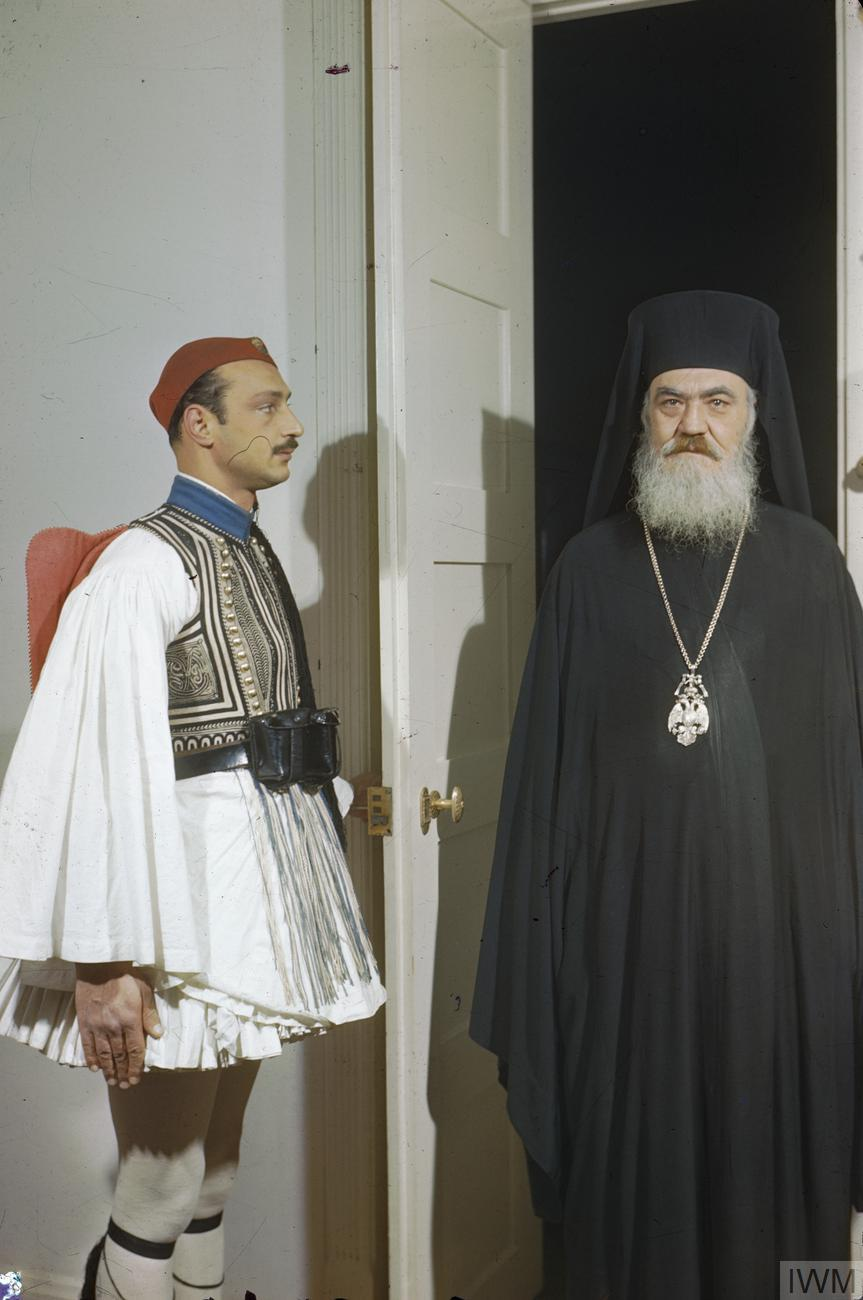
Damaskinos, régent de Grèce, salué par un evzone.

Malgré la similitude de leur patronyme, Dimitrios Papandréou n'a aucun lien de parenté avec l'homme politique Geórgios Papandréou. Il combat comme soldat durant les guerres des Balkans, avant de se tourner vers le sacerdoce et d'être ordonné prêtre de l’Église de Grèce en 1917. Évêque de Corinthe en 1922, il est ambassadeur du patriarcat œcuménique de Constantinople aux États-Unis au début des années 1930 où il contribue à l'organisation de l'archidiocèse orthodoxe grec en Amérique.
En 1938, il est élu archevêque d’Athènes, mais le dictateur Ioánnis Metaxás s'y oppose à cause de ses penchants vénizélistes supposés et fait annuler l’élection. En 1941, au moment de l’invasion nazie de la Grèce, il accède enfin au poste d’archevêque.
En 1943, quand les persécutions contre les Juifs s’intensifient et les déportations commencent, il proteste auprès des autorités d’occupation, ce qui lui vaut des menaces de mort de la part des Allemands. Cela ne l’empêche pas de donner des ordres pour que de faux certificats de baptême soient distribués aux Juifs, ce qui permet de sauver la vie de plusieurs milliers de Juifs Romaniotes dans la région d’Athènes. Pour cette raison, il est fait Juste parmi les nations.
Damaskinos prête serment comme régent de Grèce le 31 décembre 1944, fonction qu'il occupe jusqu'au retour du roi Georges II le 1er septembre 1946. Au cours de sa régence, il est brièvement Premier ministre du 17 octobre au 1er novembre 1945.
Il meurt à Athènes en 1949. Spyridon Ier lui succède alors à la tête de l'Église de Grèce.